# Cardal
Cardal – miasto w Urugwaju, w departamencie Florida.